# 民族学家
民族學家是专门进行民族学研究的专家。民族學家致力于研究当代的不同文化。有人说：「民族學家是捕捉活的考古资料的考古学家。」
20世纪中国的民族學大家有：费孝通、黄现璠、吴文藻、吴泽霖、方国瑜、李有义、李安宅、杨堃、杨成志、刘咸、凌纯声等等。
“中国民族学学会”第一届理事会成立于1980年10月，顾问有费孝通、黄现璠、吴文藻、吴泽霖、方国瑜、李有义、李安宅、杨堃、杨成志、刘咸、江应梁等人，会长是秋浦。他们中，黄现璠是壮族，方国瑜是纳西族，其他是汉族。他们当中曾任过第一届全国人大民族委员会委员的人只有费孝通、黄现璠两人。曾任过第一届中国人民对外文化协会理事的有黄现璠1人。